# Yagan (Nyungah)
Yagan (ca. 1795 - Belhus, Perth, 11 juli 1833) was een krijger van de Nyungah, een volk van de Australische Aborigines. 

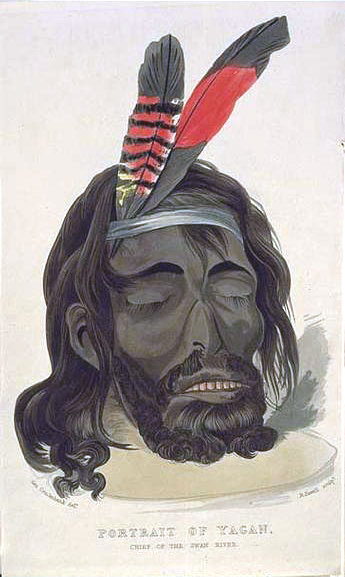
Portret van Yagan door George Cruikshank gebaseerd op het gedroogde hoofd

Hij speelde een belangrijke rol in het vroege verzet tegen de Britse kolonisatie en overheersing van de streek rond het tegenwoordige Perth in West-Australië. Yagan werd achtervolgd door de lokale autoriteiten nadat hij Erin Entwhistle, een knecht van landbouwer Archibald Butler, doodde. Het ging om een wraakactie nadat Thomas Smedley, een van Butlers andere knechten, naar een groep Nyungah Aborigines geschoten had toen ze aardappelen en pluimvee stalen. De overheid bood een premie voor Yagans gevangenneming, dood of levend. Een jonge kolonist, William Keats, schoot Yagan dood. Yagans executie staat symbool voor de onrechtvaardige en soms wrede behandeling van de oorspronkelijke bevolking van Australië door de kolonisten. Hij wordt door de Aborigines als een held aanzien.
Na zijn dood onthoofdden de kolonisten Yagan om de premie te kunnen opeisen. Later zond een ambtenaar het hoofd naar Londen waar het als een "antropologische curiositeit" werd tentoongesteld en uiteindelijk aan een museum in Liverpool werd gedoneerd. Het museum bewaarde het hoofd meer dan een eeuw lang. Het werd in 1964 samen met andere overblijfselen in een anoniem graf in Liverpool begraven. Door de jaren heen hebben de Aborigines verschillende malen om de terugkeer van het hoofd gevraagd, zowel om religieuze redenen als vanwege Yagans status. Het graf werd in 1993 geïdentificeerd. Ambtenaren groeven het hoofd vier jaar later op en lieten het naar Australië overbrengen. Er volgden binnen de Nyungah-gemeenschap jaren discussie over de meest geschikte plaats om het hoofd te begraven. Uiteindelijk werd Yagans hoofd tijdens een traditionele ceremonie in juli 2010, 177 jaar na zijn dood, in de vallei van de rivier Swan begraven.

## Biografie

### Vroege leven
Yagan maakte deel uit van de Whadjuk dialectgroep binnen de Nyungah Aborigines. Hij behoorde tot een stam bestaande uit een zestigtal mensen die volgens Robert Menli Lyon de naam Beeliar droegen. Academici geloven tegenwoordig dat de Beeliar een subgroep of clan waren van een grotere stam die Daisy Bates de Beelgar noemde. Volgens Lyon bewoonden de Beeliar het gebied ten zuiden van de rivieren Swan en Canning tot aan Mangles Bay. De groep had door gewoonte het gebruiksrecht over een veel groter gebied dat zich tot Lake Monger en de rivier Helena uitstrekte. De groep bezat ook de ongewone vrijheid om zich over het land van de buren te bewegen, waarschijnlijk door verwantschaps- en huwelijksbanden met die buurgroepen.
Yagan werd vermoedelijk geboren rond 1795. Zijn vader heette Midgegooroo en was stamoudste (En:Elder) bij de Beeliar. Zijn moeder was vermoedelijk een van Midgegooroo's twee vrouwen. Yagan was vermoedelijk een Ballaroke in het Nyungah-verwantschapssysteem.

### Huwelijk en familie
Volgens de geschiedkundige Neville Green had Yagan een vrouw en twee kinderen. Een verslag in de Perth Gazette uit 1833 spreekt over "Naral", 9 jaar oud, en "Willim", 11 jaar oud. Volgens de meeste bronnen echter, was de krijger ongehuwd en kinderloos. Yagan wordt beschreven als langer dan gemiddeld met een gespierd lichaam. Hij had een opvallende stamtatoeage op zijn rechter schouder die hem kenmerkte als "een belangrijk man volgens het stamrecht". Hij werd algemeen erkend als de fysiek sterkste man van zijn stam.

### Relaties met de kolonisten
Yagan was ongeveer 35 jaar oud toen de kolonisten in 1829 in de streek arriveerden en er de kolonie aan de rivier de Swan oprichtten. Tijdens de eerste twee jaren van de kolonisatie waren de relaties tussen de Aborigines en de kolonisten vriendschappelijk omdat er weinig concurrentie was over de bestaansmiddelen. De Nyungah verwelkomden de blanke kolonisten als de Djanga, de teruggekeerde geesten van hun doden. Geschiedkundige verslagen beschreven het delen van de visvangst tussen beide groepen. Langzamerhand ontstonden er conflicten tussen de twee culturen. De kolonisten dachten verkeerdelijk dat de Nyungah nomaden waren en geen eigendomsrechten kenden over het land waarover ze zich voortbewogen. De kolonisten omheinden weide- en landbouwgrond op de traditionele manier.
Doordat de kolonisten almaar meer land omheinden werden de Nyungah de toegang tot een groeiend aantal jachtgebieden en heilige plaatsen ontzegd. Op zoek naar voedsel plunderden ze de gewassen van de kolonisten en doodden hun vee. Dit werd groot probleem voor de kolonie. Daarenboven betekende de Nuygah-praktijk, om wild uit het struikgewas te verjagen door vuur aan te steken en op die manier ook het kiemen van het struikgewas te bewerkstelligen, een gevaar voor de gewassen en huizen van de kolonisten.
In december 1831 leidden Yagan en zijn vader het eerste grote aboriginesverzet tegen de blanke kolonisatie van West-Australië. Thomas Smedley, een knecht van de landbouwer Archibald Butler, betrapte enkele Aborigines die een aardappelveld aan het plunderen waren. Hij doodde daarbij iemand van Yagans familiegroep. Enkele dagen later bestormden Yagan, Midgegooroo en enkele anderen de boerderij en begonnen de lemen muren te vernielen omdat de deur op slot was. Binnenin bevonden zich Butlers knecht Erin Entwhistle en zijn twee zonen Enion en Ralph. Na zijn zonen onder het bed verstopt te hebben opende Entwhistle de deur om met Yagan en Midgegooroo te praten maar werd door hen gedood. Het Nyungah-stamrecht vereiste dat moord door het doden van leden van stam van de moordenaar gewroken werd, niet per se door het doden van de moordenaar. De Nyungah beschouwden knechten en werknemers als leden van de kolonistengroepen. Historici geloven dat de Nyungah-aanval op Entwhistle een vergelding volgens stamrecht was. De blanke kolonisten hadden geen begrip van het stamrecht (en zouden haar waarschijnlijk niet aanvaard hebben). Ze beschouwden Entwhistle's dood als moord zonder gegronde reden. Er werd een posse uitgezonden om Yagans groep gevangen te nemen maar die slaagde daar niet in.
In 1832 leidde Yagan een aboriginesaanval op twee boeren die een graanveld langs de rivier Canning nabij Kelmscott aan het inzaaien  waren. Een van beide boeren, John Thomas, kon ontsnappen. De andere, William Gaze, raakte gewond en stierf later aan zijn verwondingen. De kolonie verklaarde Yagan vogelvrij en bood een premie van £20 voor zijn gevangenneming. Yagan kon zijn gevangenneming vermijden tot oktober 1832. Een groep vissers lokte Yagan en twee metgezellen toen in een boot en zette zich af naar het diepe. De vissers voeren de drie Aborigines naar de gevangenis van Perth, vanwaar ze werden overgebracht naar het Round House in Fremantle. Yagan werd eerst ter dood veroordeeld maar later door de tussenkomst van Robert Menli Lyon gered. Lyon argumenteerde dat Yagan zijn land tegen een invasie verdedigde. Hij stelde dat Yagan niet als crimineel mocht aanzien worden. Hij diende als krijgsgevangene beschouwd en als dusdanig behandeld te worden. Op advies van John Septimus Roe werden Yagan en zijn mannen onder toezicht van Lyon en twee soldaten naar Carnac Island verbannen.
Lyon geloofde dat hij Yagan Britse gewoonten kon bijbrengen en hem tot het christendom zou kunnen bekeren. Hij hoopte Yagans medewerking te verkrijgen en diens status in de stam te gebruiken om de Nyungah te overhalen het koloniale gezag te aanvaarden. Lyon spendeerde vele uren met Yagan en leerde diens taal en gewoonten. Na een maand stalen Yagan en zijn kompanen een onbewaakte jol en roeiden naar Woodman Point op het vasteland. De overheid achtervolgde hen niet. Blijkbaar gingen de ambtenaren ervan uit dat ze al genoeg gestraft waren.
In januari 1833 bezochten twee Nyungah uit King George Sound, waar de relaties met de kolonisten vriendschappelijk waren, Gyallipert en Manyat, Perth. Twee kolonisten, Richard (Robert?) Dale en George Smythe, organiseerden een treffen met een groep Nuyngah van Perth in de hoop ook vriendschappelijke relaties in de Swan River-kolonie aan te moedigen. Op 26 januari leidde Yagan een groep van tien formeel bewapende Nyungah naar een ontmoeting met Gyallipert en Manyat nabij Lake Monger. De mannen hielden een corroboree en ruilden wapens. Beide groepen leken niet dezelfde taal te spreken. Yagan en Gyallipert wedijverden in het speerwerpen. Yagan toonde zijn kunde door, vanop 25 meter afstand, een wandelstok te raken.
Gyallipert en Manyat bleven nog een tijd in Perth. Op 3 maart kreeg Yagan de toestemming nog een corroboree te houden, nu in de tuin van het postkantoor van Perth. De mannen uit Perth en King George Sound ontmoetten elkaar bij valavond, versierden hun lichamen met kalk en voerden enkele dansen uit waaronder een kangoeroe-jachtdans. The Perth Gazette schreef dat "Yagan ceremoniemeester was en zich met oneindige sierlijkheid en waardigheid van zijn taak kweet."
In februari en maart was Yagan bij een reeks kleine conflicten met kolonisten betrokken. In februari klaagde William Watson dat Yagan zijn deur had open geduwd, een revolver had geëist en enkele zakdoeken had meegenomen. Watson diende Yagan en zijn kompanen bloem en brood te geven. De daaropvolgende maand maakte Yagan deel uit van een groep die koeken ontvingen van een militair detachement dat onder het gezag stond van luitenant Norcott. Norcott probeerde Yagans aandeel te beperken en werd bedreigd met een speer. Later die maand hoorde Yagan bij een groep Nyungah die Watsons huis binnendrong toen deze van huis was. De groep verliet het huis nadat Watsons vrouw de hulp van de buren inriep.  De volgende dag berispte kapitein Ellis de Nyungah om hun gedrag. De frequente incidenten deden The Perth Gazette opmerken dat "het roekeloze tarten van deze vogelvrijverklaarde die zijn leven op het spel zet ... Voor de meest triviale vergrijpen ... hij zou elke man doden die hem uitdaagde. Hij staat aan het hoofd en vooraan bij elke streek."

### Wanted Dead or Alive
Op 29 april 1833 's avonds brak een groep Nyungah in een winkel in Fremantle in en stal bloem. Ze werden beschoten door de toezichter, Peter Chidlow. Yagans broer Domjum raakte daarbij ernstig gewond en stierf enkele dagen later in de cel. De rest van de groep verplaatste zich van Fremantle naar Preston Point waar Yagan wraak voor de dood van zijn broer zou hebben gezworen. Tussen 50 en 60 Nyungah kwamen samen nabij Bull Creek. Ze ontmoetten er een groep kolonisten die wagens met voorraden waren aan het inladen. Later op de dag overvielen de Nyungah de belangrijkste wagen en doodden daarbij twee kolonisten, Tom en John Velvick. Stamrecht vereiste slechts één dode als wraak. Enkele historici vermoedden dat de Velvicks werden uitgekozen omdat ze eerder al veroordeeld waren voor het aanvallen van Aborigines en gekleurde zeelui. Volgens Alexandra Hasluck was het stelen van voorraden een belangrijk motief bij de aanval, maar dit werd elders weerlegd.
Luitenant-gouverneur Frederick Irwin verklaarde Yagan, Midgegooroo en Munday vogelvrij voor de moord op de Velvicks. Hij bood premies van £20 voor de gevangenneming van Midgegooroo en Munday en een premie van £30 voor de gevangenneming van Yagan, dood of levend. Munday tekende succesvol beroep aan tegen zijn vogelvrijverklaring. Midgegooroo, Yagan en hun groep verlieten onmiddellijk hun grondgebied en trokken noordwaarts naar de vallei van de Helena. Op 17 mei werd Midgegooroo gevangen genomen aan de Helena. Na een kort informeel proces werd hij geëxecuteerd door een fusillade. Yagan bleef nog twee maanden op vrije voeten.
Eind mei meldde George Fletcher Moore dat hij Yagan op zijn eigendom had gezien en met hem in pidgin gesproken had. Moore schreef in de The Perth Gazette:
Yagan stapte naar voren en leunde met zijn linkerhand op mijn schouder, hij maakte met zijn rechterhand gebaren en gaf een soort van voordracht, waarbij hij me ernstig aankeek. Het speet me dat ik hem niet verstond. Ik dacht het volgende uit zijn toon en manier van doen op te maken:
"Jullie kwamen naar ons land, verdreven ons van onze jachtgebieden en verstoorden onze bezigheden. Wanneer we door ons land wandelen worden we beschoten door blanke mensen, waarom moeten de blanke mensen ons zo behandelen ?"   

De historica Hasluck gaat ervan uit dat, vermits Moore weinig verstond van Yagans taal, zijn verslag meer zegt over "het schuldgevoel bij de blanke mensen", dan dat het een accurate weergave is van Yagans gemoedstoestand.
Yagan vroeg Moore of Midgegooroo nog leefde of reeds dood was. Moore gaf geen antwoord maar een knecht antwoordde dat hij op Carnac Island gevangen zat. Yagan waarschuwde: "Blanke schiet Midgegooroo, Yagan doodt drie." Moore berichtte over de ontmoeting maar ondernam geen poging om Yagan tegen te houden. Hij schreef later: "de waarheid is dat iedereen hoopt dat Yagan gevangen genomen wordt maar dat niemand hem graag wil gevangen nemen ... er iets iets in zijn uitdagen dat bewondering afdwingt."

### Dood

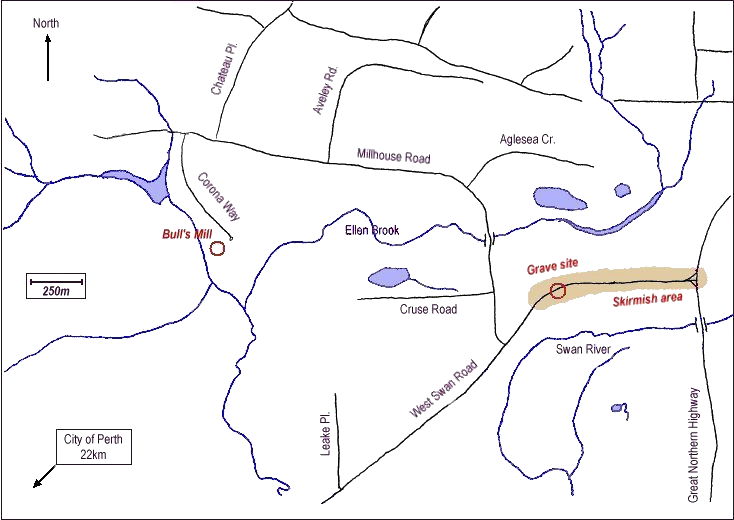
kaart met Yagans begraafplaats en Henry Bulls molen

Op 11 juli 1833 waren twee tienerbroers, William en James Keates, vee aan het samendrijven langs de rivier Swan, ten noorden van Guildford, toen een groep Nyungah naderde die op weg was naar Henry Bulls huis om bloemrantsoenen op te halen. De gebroeders Keats stelden voor dat Yagan bij hen zou blijven om niet gevangen genomen te worden. Yagan bleef die ochtend bij hen. De broers besloten hem te doden en de premie op te eisen. Toen de Aborigines op het punt stonden te vertrekken grepen de gebroeders Keats hun laatste kans. William Keates schoot Yagan neer en James schoot een andere Aborigines, Heegan, die op het punt stond zijn speer te werpen, neer. De broers vluchtten weg maar William werd ingehaald en gedood met een speer. James ontsnapte door in de rivier te springen. Kort daarop keerde hij van Bulls boerderij met een groep gewapende kolonisten terug.
De groep kolonisten vond Yagan dood en Heegan stervende. Heegan "kreunde en zijn hersenen lagen er deels uit toen de groep arriveerde, en of het nu uit medemenselijkheid of beestachtigheid was, een van hen duwde een revolver tegen Heegans hoofd en schoot het in stukken." De kolonisten sneden Yagans hoofd van zijn lichaam en stroopten het vel zijn rug om zijn stamtatoeage als trofee te bemachtigen. Ze begroeven de lichamen in de nabijheid.
James Keates eiste de premie op. Zijn gedrag werd volop bekritiseerd. De The Perth Gazette verwees naar Yagans dood als "een woeste en verraderlijke daad ... het is walgelijk te horen dat dit een verdienstelijke daad zou zijn." Daisy Bates beweerde echter dat "de jongen uit zelfverdediging handelde." Keats verliet de kolonie de daaropvolgende maand, vermoedelijk uit angst om uit weerwraak  door de stam vermoord te worden.

## Yagans hoofd

### Tentoonstelling en begrafenis

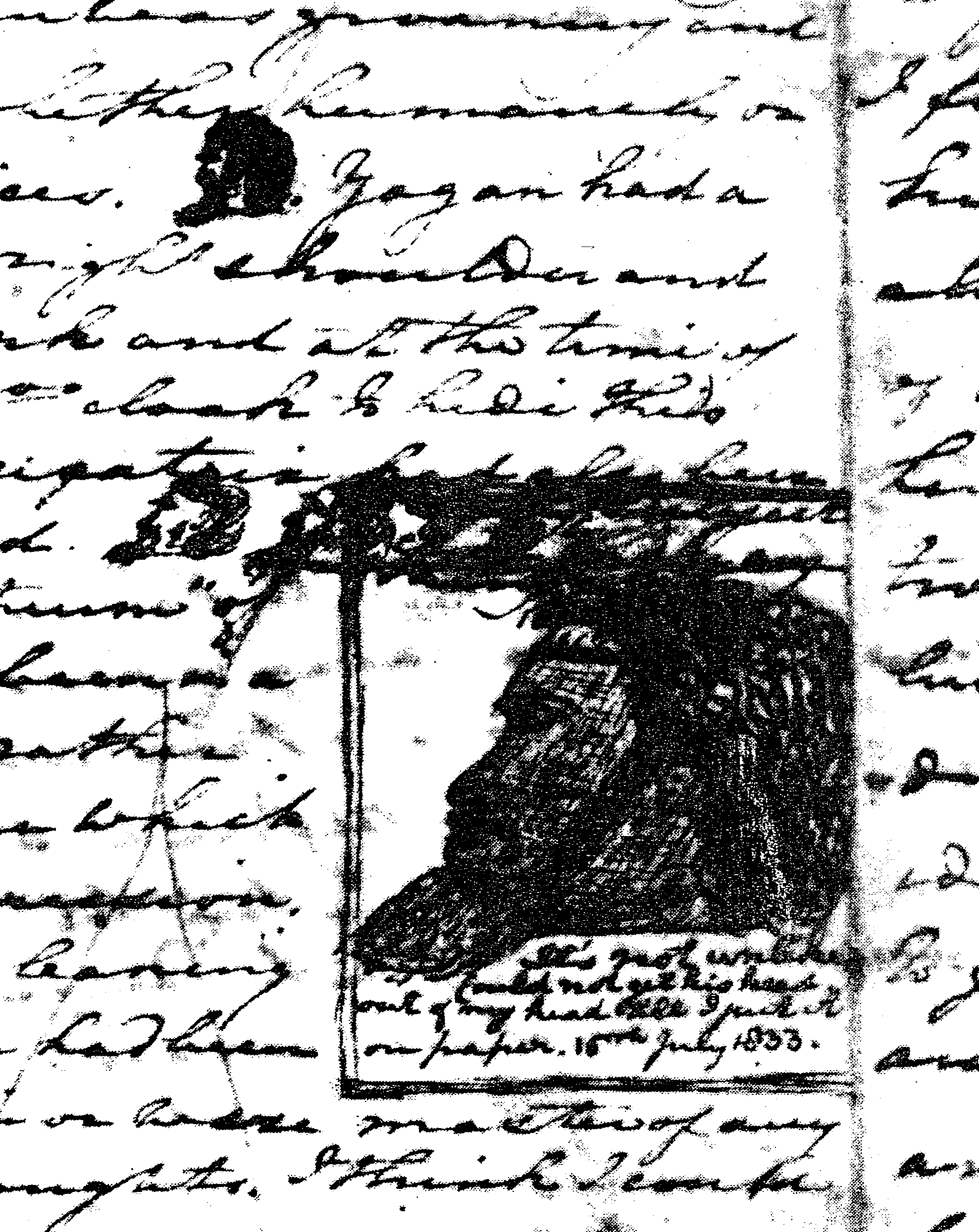
uit Moore's dagboek

Yagans hoofd werd eerst naar Henry Bulls huis meegenomen. Moore zag het daar en maakte enkele schetsen in zijn onuitgegeven handgeschreven dagboek. Hij schreef dat "het mogelijk nog kon tentoongesteld worden in een museum in het moederland." Het hoofd werd bewaard door het te roken.
In september 1833 reisde gouverneur Irwin naar Londen, onder meer om verslag uit te brengen over de feiten die tot Yagans dood leidden. Dit was een ongewone daad, vooral omdat zijn regiment op het punt stond naar Indië gezonden te worden. Het Koloniaal Bureau gaf aan tevreden te zijn over Irwins leiding over de kolonie.
Vaandrig (En: Ensign) Robert Dale reisde met Irwin mee en was op de een of andere manier in het bezit van Yagans hoofd gekomen. Volgens de historicus Paul Turnbull slaagde Dale erin Irwin te overtuigen hem het hoofd te laten houden als een "antropologisch curiosum". Na hun aankomst in Londen probeerde Dale het hoofd te verkopen. Hij benaderde een aantal anatomen en frenologen. Zijn vraagprijs van £20 was te hoog om het te verkopen en hij leende het hoofd voor 18 maanden uit aan Thomas Pettigrew. Pettigrew, een arts en antiquair, stond in de Londense samenleving gekend voor het houden van avonden waarop Egyptische mummies van hun wikkels ontdaan werden waarna men er autopsies op uitvoerde. Hij stelde Yagans hoofd tentoon met een reproductie van Dales Panoramic View of King George's Sound, Part of the Colony of Swan River op de achtergrond. Het hoofd werd versierd met een rode hoofdband en de veren van een roodstaartraafkaketoe.
Pettigrew liet het hoofd bestuderen door een frenoloog. Het bestuderen werd bemoeilijkt door een grote breuk over de achterkant van de schedel als gevolg van het schot. De conclusies waren in overeenstemming met de toentertijd heersende Europese visie over de Australische Aborigines. Dale publiceerde de conclusies in het pamflet getiteld Descriptive Account of the Panoramic View &c. of King George's Sound and the Adjacent Country. Pettigrew spoorde zijn gasten aan het te kopen als souvenir. De voorpagina van het pamflet was een handgekleurde aquatint van Yagans hoofd door de artiest George Cruikshank.
Begin oktober 1835 kreeg Dale, die toen in Liverpool woonde, Yagans hoofd en het panorama terug. Op 12 oktober schonk hij ze aan de Liverpool Royal Institution. Het hoofd werd er waarschijnlijk tentoongesteld met andere bewaarde hoofden en wassen modellen die de anatomie van de schedel illustreerden. In 1894 werden de bezittingen van het instituut verspreid en Yagans hoofd werd aan het Liverpool Museum uitgeleend. Het werd er vermoedelijk niet tentoongesteld. Tegen de jaren 1960 bevond Yagans hoofd zich in zeer slechte staat. In april 1964 besliste het museum zich van het hoofd te ontdoen. Het begroef Yagans hoofd samen met een Peruaanse mummie en een hoofd van een Maori. Ze werden begraven op het Evertonkerkhof in General Section 16, grafnummer 296. De jaren erna werden er rondom nog graven aangelegd. In 1968 bijvoorbeeld begroef een lokaal hospitaal 20 doodgeboren en 2 vroeg gestorven baby's boven de kist.

### Discussie over het overbrengen van Yagans hoofd
Vanaf het begin van de jaren 1980 probeerden een aantal Nyungah-groepen Yagans hoofd te laten overbrengen naar Australië.

Volgens het aboriginesgeloof blijft Yagans geest aan de aarde gebonden doordat zijn overblijfselen onvolledig zijn. De vereniging van zijn hoofd en lichaam zal zijn geest onmiddellijk bevrijden zodat hij zijn eeuwige reis kan verder zetten.

Het geschiedkundig spoor na Pettigrew liep dood. Stamoudsten (En: Elder) vertrouwden aboriginesleider Ken Colbung (Nundjan Djiridjarkan) de zoektocht toe. Begin jaren 1990 verwierf Colbung de hulp van archeoloog Peter Ucko van de Universiteit van Londen. Een van Ucko's onderzoekers, Cressida Fforde, voerde een literatuuronderzoek naar het hoofd uit. Fforde vond het hoofd in december 1993. In april diende Colbung een aanvraag om het hoofd op te graven in, steunend op sectie 25 van de Burial Act van 1857. De regelgeving van het ministerie van binnenlandse zaken (En: Home Office) vereiste de toestemming van de naaste verwanten van de 22 begraven kinderen om de overblijfselen te verstoren. Colbungs advocaten vroegen de verwerping van de bepaling vanwege het belang van de opgraving voor Yagans nakomelingen en het nationale belang van Australië.
Ondertussen begon verdeeldheid binnen de Nyungah-gemeenschap rond Perth te ontstaan. Colbungs rol werd in vraag gesteld. Een Nyungah diende zelfs klacht in bij het stadsbestuur van Liverpool tegen Colbungs betrokkenheid. De media berichtten over bitse discussies binnen de nyungahgemeenschap over wie het best geplaatst was om het hoofd in ontvangst te nemen. Volgens academicus Hannah McGlade werd de verdeeldheid door de media geschapen. Vooral de krant The West Australian "probeerde en slaagde erin de nyungahgemeenschap voor te stellen als verdeeld en onderling van mening verschillend". McGlade beweerde dat een verslaggever van The West Australian Nuyngah had aangesproken waarvan geweten was dat ze een meningsverschil hadden. De verslaggever had uitspraken van de een aan de ander geciteerd om uitdagende uitspraken uit te lokken. De onenigheden werden uitvergroot door The West waardoor de krant kon 'prediken' tegen het getwist.
Op 25 juli werd een openbare bijeenkomst georganiseerd in Perth. Alle fracties spraken af om hun meningsverschillen opzij te leggen en samen te werken om van de overbrenging een "nationaal succes" te maken. Er werd een Yagan Steering Committee opgericht om de terugkeer te coördineren. De verderzetting van Colbungs aanvraag werd goedgekeurd. In januari 1995 meldde het ministerie van binnenlandse zaken Colbung dat men de bepaling tot het verkrijgen van toestemming van de aanverwanten van de kinderen niet kon verwerpen. Het ministerie nam contact op met vijf nabestaanden van wie het adres gekend was maar verkreeg van slechts een ervan onvoorwaardelijke toestemming. Daardoor kregen Colbung en de andere belanghebbende fracties op 30 juni 1995 te horen dat de aanvraag voor de opgraving verworpen werd.
De Yagan Steering Committee kwam samen op 21 september en besliste Australische en Britse politici om hun steun te vragen. In 1997 werd Colbung uitgenodigd om op kosten van de Britse overheid naar het Verenigd Koninkrijk te reizen. Hij arriveerde op 22 mei. Zijn bezoek kreeg nogal wat media-aandacht en verhoogde de politieke druk op de Britse overheid. Hij verkreeg de steun van de eerste minister van Australië, John Howard, nadat hij bij diens bezoek aan het Verenigd Koninkrijk in juni binnenviel.

### Opgraving

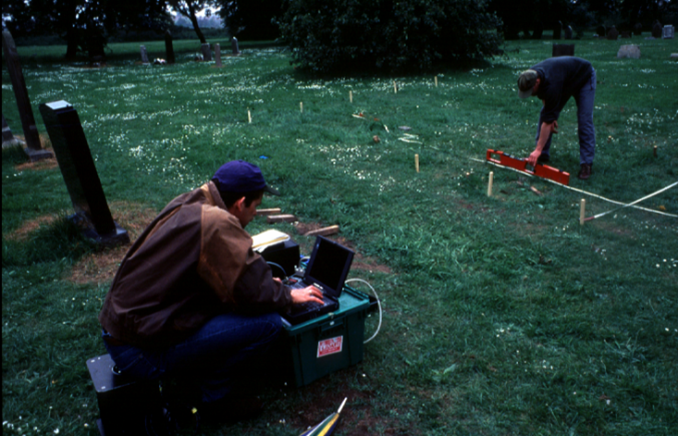
grondonderzoek grafsite

Toen Colbung in het Verenigd Koninkrijk was, werd Martin en Richard Bates gevraagd om een geofysisch onderzoek te doen naar de begraafplaats. Ze maakten daarbij gebruik van elektromagnetische technieken en een bodemradar. Ze situeerden de ligging van de kist bij benadering en merkten op dat de kist via een naburig perceel kon bereikt worden. Er werd een onderzoeksverslag aan het ministerie doorgespeeld wat leidde tot verdere discussies tussen de Britse en Australische overheden.
Het ministerie van binnenlandse zaken maakte zich zorgen over een (onbekend) aantal brieven dat ze ontving met bezwaren tegen Colbungs betrokkenheid bij het overbrengingsproces. Het ministerie verzocht daarom om de verzekering van de Australische overheid over de geldigheid van Colbung als aanvrager. Colbung vroeg aan de stamoudsten om de Aboriginal and Torres Strait Islander Commission (ATSIC) te vragen het Britse ministerie van binnenlandse zaken te laten weten dat hij de geldige aanvrager was. ATSIC organiseerde daarop een bijeenkomst in Perth waarop wederom besloten werd dat Colbungs aanvraag kon doorgaan.
Colbung bleef om de opgraving aandringen. Hij vroeg dat ze zou plaatsvinden voor de 164e herdenkingsdag van Yagans dood op 11 juli zodat de herdenkingsdag een reden tot feest kon zijn. Zijn verzoek werd weerhouden. Colbung organiseerde op de herdenkingsdag een korte herdenkingsdienst bij de begraafplaats in Everton. Hij keerde op 15 juli met lege handen terug naar Australië.
De opgraving ging uiteindelijk zonder Colbungs medeweten door. Men groef eerst een bijna 2 meter (6 feet) diepe put naast het graf. Daarna groef men een horizontale tunnel tot aan de kist. Op die manier werden geen andere overblijfselen verstoord. De volgende dag identificeerde een forensisch paleontoloog van de universiteit van Bradford het hoofd als dat van Yagan. De breuk in de schedel kwam overeen met de beschrijving van de breuk in Pettigrews verslag. De schedel werd vervolgens bewaard in het museum tot het op 29 augustus aan het stadsbestuur van Liverpool werd overhandigd.

### Overbrenging
Op 27 augustus 1997 arriveerde een delegatie Nyungah, bestaande uit Ken Colbung, Robert Bropho, Richard Wilkes en Mingli Wanjurri-Nungala, om het hoofd op te halen. De voorziene delegatie was omvangrijker maar de financiering door Commonwealth werd op het laatste moment ingetrokken. De overhandiging liep verder vertraging op doordat een Nyungah genaamd Corrie Bodney het Supreme Court of Western Australia om een dwangbevel tegen de overhandiging vroeg. Hij argumenteerde dat zijn familiegroep als enige de verantwoordelijkheid over Yagans overblijfselen droeg. Bodney beweerde dat de opgraving onwettig was. Hij ontkende dat er een traditie of geloof bestond waarvoor het nodig was het hoofd op te graven en naar Australië over te brengen. Op 29 augustus verwierp rechter Henry Wallwork de aanvraag tot het dwangbevel op basis van een eerdere toestemming van Bodney en de bewijzen van de antropoloog Pat Baines en een andere Nyungah-oudste, Albert Corunna, die beweerde een nauwere familieband met Yagan te hebben. Beiden weerlegden Bodney's aanspraak als enige verantwoordelijke.
Yagans hoofd werd aan de Nyungah-delegatie overhandigd tijdens een ceremonie op 31 augustus 1997 in het stadhuis van Liverpool. Toen Colbung het hoofd in ontvangst nam maakte hij daarbij opmerkingen die werden geïnterpreteerd als het verbinden van Yagans dood met de dood van prinses Diana eerder die dag:
Dit is hoe de natuur te werk gaat ... de natuur is de bode van alle goed en slechte dingen. En omdat de Poms het verkeerde deden moeten ze nu lijden.

Colbungs opmerkingen veroorzaakten een mediastorm in Australië. Kranten ontvingen veel lezersbrieven waarin ontzetting en woede over de opmerkingen werden geuit. Colbung beweerde later dat zijn opmerkingen verkeerd geïnterpreteerd werden.
Tijdens het overbrengingsproces behandelden delen van de internationale pers het verhaal als een grap. De U.S. News & World Report bijvoorbeeld, bracht het verhaal onder de titel Raiders of the Lost Conk. Yagans hoofd werd erin beschreven als een "gepekelde curiositeit" en Colbungs acties werden als publiciteitsstunt afgedaan.

### Voorbereiding voor de herbegrafenis
Bij zijn terugkeer in Perth bleef het hoofd onderwerp van discussie en twist. De verantwoordelijkheid voor de herbegrafenis van het hoofd werd aan het Committee for the Reburial of Yagan's Kaat gegeven. Richard Wilkes stond aan het hoofd ervan. De herbegrafenis werd door onenigheid over de locatie van de begraafplaats tussen de stamoudsten vertraagd. De onzekerheid over de locatie van de rest van Yagans overblijfselen en de discussie over het belang van het samen begraven van het lichaam en het hoofd waren de voornaamste twistpunten.
Er werden een aantal pogingen ondernomen om de overblijfselen van Yagans lichaam te lokaliseren. Men geloofde dat ze begraven lagen op Lot 39 West Swan Road in Perths buitenwijk Belhus. In 1998 werd de vermoedelijke begraafplaats door remote sensing onderzocht maar er werden geen overblijfselen aangetroffen. Twee jaar later werd er een archeologische studie ondernomen maar die eindigde zonder resultaat. Er bleef onenigheid over of het hoofd apart van het lichaam kon begraven worden. Wilkins beweerde dat dit mogelijk was als het hoofd werd begraven waar Yagan gedood werd. De droomtijdgeesten zouden de overblijfselen dan terug samenbrengen.
In 1998 publiceerden de Western Australian Planning Commission en het Department of Aboriginal Affairs gezamenlijk het document Yagan's Gravesite Master Plan. Het besprak "kwesties van eigendom, beheer, ontwikkeling en toekomstig gebruik" over de eigendom van de locatie waar Yagans overblijfselen begraven zouden liggen. Er werd overwogen om van de locatie een aboriginesbegraafplaats onder het beheer van de Metropolitan Cemeteries Board te maken.
Yagans hoofd werd enkele jaren in een bankkluis bewaard alvorens het aan forensische experten werd overhandigd die er een model van reconstrueerden. Vervolgens werd het bewaard in het mortuarium van de staat West-Australië. Plannen om het te herbegraven werden verschillende keren uitgesteld waardoor er voortdurend conflicten waren tussen de Nyungah-groepen. In september 2008 werd gemeld dat Yagans hoofd in november zou herbegraven worden en dat een Yagan Memorial Park zou gecreëerd worden. Het park zou AU $996.000 kosten. In november werd aangekondigd dat de herbegrafenis vanwege logistieke problemen naar juli 2009 verplaatst werd. In maart 2009 werd gemeld dat het Department of Indigenous Affairs voor de bouw van het park meer dan $500.000 aan de City of Swan gegeven had.

### Herbegrafenis
Het hoofd werd uiteindelijk begraven op 10 juli 2010, de herdenkingsdag van de laatste volledig dag dat Yagan leefde en de laatste dag van NAIDOC (National Aboriginal and Islanders Day Observance Committee) Week 2010, tijdens een private ceremonie waarbij enkel Nyungah-stamoudsten werden uitgenodigd. Belhus werd uitgekozen omdat men gelooft dat het hoofd daar het dichtst bij de rest van Yagans overblijfselen ligt. De begrafenis viel samen met een ceremonie voor de opening van het Yagan Memorial Park waaraan een 300-tal mensen deelnamen waaronder Nyungah-stamoudsten en vertegenwoordigers van de staat West-Australië. Deelstaatpremier Colin Barnett beschreef de gelegenheid als "een prachtige dag voor alle West-Australiërs".
De kunstwerken voor het Yagan Memorial Park werden ontworpen door Peter Farmer, Sandra Hill, Jenny Dawson en Kylie Ricks. Dawson en Hill schiepen een muur waarop Yagans verhaal afgebeeld staat. Farmer ontwierp de beelden aan de ingang van het park die een mannelijke en vrouwelijke heilige boom voorstellen. De symbolen op de mannelijke heilige boom, een Nyungah-schild, en de vrouwelijke heilige boom, een coolamon, werden door Ricks ontworpen.

## Nalatenschap
De overbrenging van Yagans hoofd heeft zijn bekendheid vergroot. Hij wordt in Australië als een belangrijke historische figuur gezien. Er werd over Yagan gepubliceerd in de Australian Dictionary of Biography en in het curriculum van het West-Australische onderwijs. Hij is van het grootste belang voor het Nyungah-volk. Hij is voor hen een "aanbeden, gekoesterd en heldhaftig individu ... een patriottische en visionaire held van het zuidwesten van West-Australië". De overbrenging van het hoofd werd door sommige Australische Aborigines vergeleken met de ceremoniële overbrenging van de onbekende soldaat uit Gallipoli naar Australië in november 1993.
De voormalige Upper Swan Bridge, die de rivier Swan nabij Belhus voor de Great Northern Highway overbrugt, werd in 2010 hernoemd naar Yagan Bridge. Een nieuw plein van het Perth City Link-stadsvernieuwingsproject, in het centrum van Perth, werd naar Yagan vernoemd: Yagan Square. Het plein nabij de Horseshoe Bridge werd op 3 maart 2018 geopend.

## Culturele verwijzingen

### Alas Poor Yagan
Op 6 september 1997 publiceerde The West een cartoon van Dean Alston genaamd Alas Poor Yagan. De cartoon was kritisch over het feit dat de terugkeer van Yagans hoofd een bron van onenigheid tussen de Nyungah-groepen was geworden in plaats van eendracht aan te moedigen. Sommigen beschouwden de cartoon als beledigend ten aanzien van onderdelen van de Nyungahcultuur. De cartoon zou de motivatie en rechtmatigheid van Aborigines met een gemengde afkomst belasteren. Veel Aborigines voelden zich beledigd en een groep Nyungah-stamoudsten beklaagden zich over de cartoon bij de Australian Human Rights Commission. De commissie oordeelde dat de cartoon ongepaste verwijzingen naar het Nyungah-geloof maakte maar niet in strijd was met de Racial Discrimination Act van 1975. Het betrof namelijk "een artistiek werk" dat "redelijk en ter goeder trouw" gepubliceerd werd en derhalve vrijgesteld was. Het verdict hield stand toen beroep werd aangetekend bij de Federal Court of Australia. Een aantal universitaire commentatoren hebben sindsdien hun bezorgdheid geuit over de vele uitzonderingen die de bescherming, door de wet aangereikt, ondergraven.

### Standbeeld

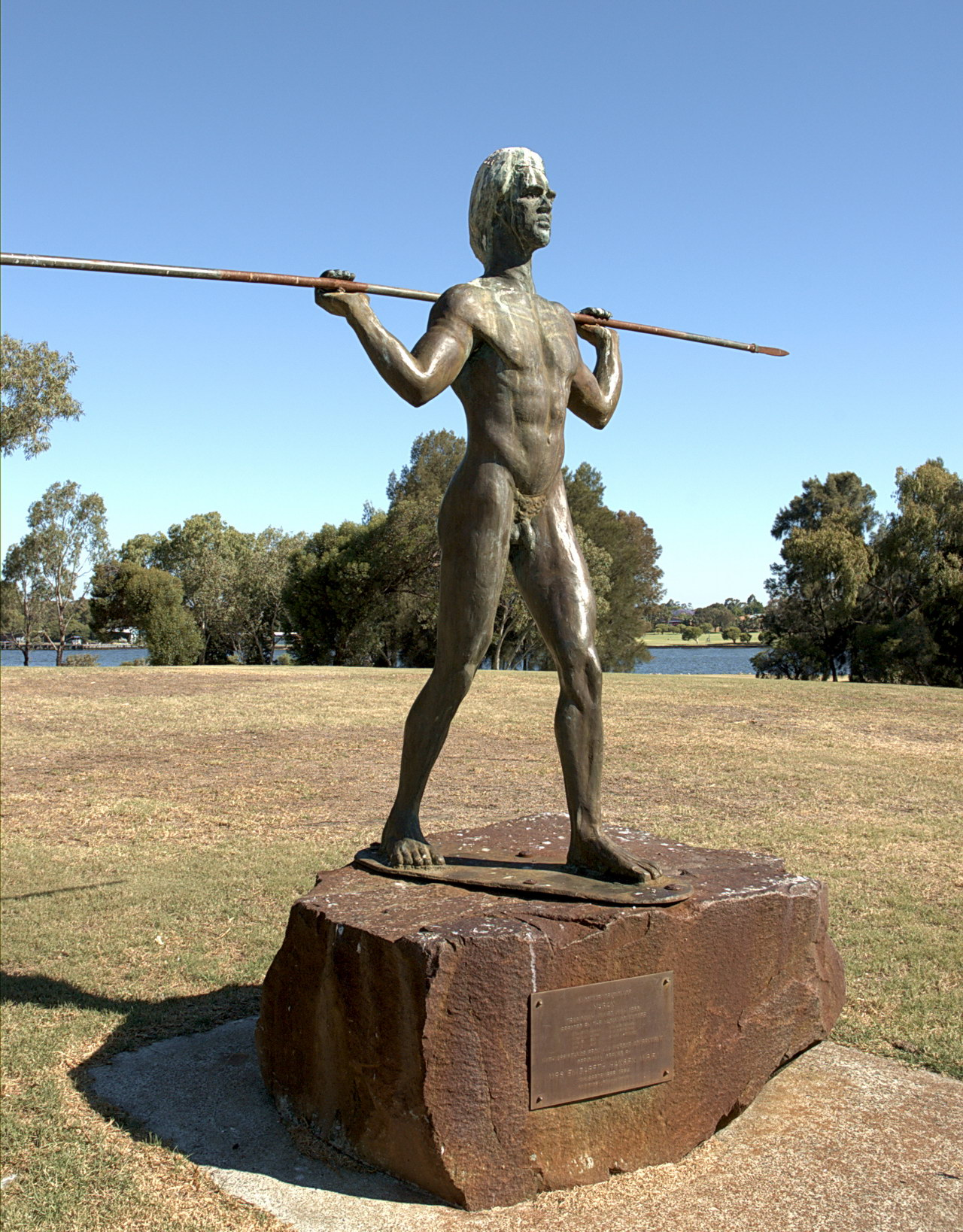
standbeeld 2005

Sinds midden de jaren 1970 lobbyden leden van de Nyungah-gemeenschap voor optrekken van een standbeeld van Yagan tijdens de viering van 150 jaar West-Australië in 1979. Hun aanvragen werden geweigerd nadat toenmalig West-Australisch premier Charles Court door een vooraanstaande historicus werd geadviseerd dat Yagan niet belangrijk genoeg voor een standbeeld was. Volgens Colbung was Court meer geïnteresseerd in "het spenderen van belastinggeld aan de restauratie van de zwaar verwaarloosde graftombe van kapitein James Stirling, West-Australiës eerste gouverneur." Ondanks de tegenslag hield de Nyungah-gemeenschap vol. Ze richtten het Yagan Committee op en organiseerden een aantal inzamelacties. Uiteindelijk werden genoeg middelen ingezameld om de Australische beeldhouwer Robert Hitchcock de opdracht toe te kennen een standbeeld te maken. Het resultaat was een levensgroot standbeeld in brons. Het beeldde Yagan af, naakt staande met een speer over zijn schouders. Op 11 september 1984 werd het beeld door Elizabeth Hanson, de voorzitster van het Yagan Committee, officieel onthuld. Het staat op Heirisson Island in de rivier Swan nabij Perth.
In 1997, een week voor de overbrenging naar Perth van Yagans hoofd, onthoofdden vandalen het standbeeld met een haakse slijper. Kort daarop werd het hoofd vervangen maar ook het tweede hoofd werd gestolen. Een "Britse aanhanger" eiste de daad op als vergelding voor Colbungs uitspraken bij de dood van prinses Diana. De West-Australische politie slaagde er niet in te achterhalen wie de vandalen waren. Ze slaagden er ook niet in de hoofden terug te vinden. De politie vond het ondoenbaar het standbeeld door middel van een hekwerk te beschermen of het onder bewaking te plaatsen.
In 2002 vroeg het parlementslid Janet Woollard om de geslachtsdelen aan Yagans standbeeld te bedekken maar er werd niet op ingegaan. Richard Wilkes vroeg in november 2005 nogmaals om de geslachtsdelen te bedekken. Dit zou historisch juister zijn daar Yagan het grootste deel van het jaar een bedekking zou gedragen hebben. Er wordt ook aan gedacht een nieuw standbeeld te maken met een hoofd dat meer met de forensische reconstructie van Yagans hoofd overeenstemt.